# Funció zeta de Selberg
La funció zeta de Selberg va ser introduïda per Atle Selberg (1956). És anàleg a la famosa funció zeta de Riemann
{\displaystyle \zeta (s)=\prod _{p\in \mathbb {P} }{\frac {1}{1-p^{-s}}}}
on {\displaystyle \mathbb {P} } és el conjunt dels nombres primers.
La funció zeta de Selberg és una funció meromorfa de variable complexa i utilitza les longituds simples de les geodèsiques tancades en lloc dels nombres primers. Si {\displaystyle \Gamma } és un subgrup de SL (2, R), la funció zeta de Selberg es defineix com 
{\displaystyle \zeta _{\Gamma }(s)=\prod _{p}(1-N(p)^{-s})^{-1},}
o
{\displaystyle Z_{\Gamma }(s)=\prod _{p}\prod _{n=0}^{\infty }(1-N(p)^{-s-n}),}
on p corre per tota la classe de primers congruents i N(p) és la norma de la classe P congruent, que és quadrat del valor propi més gran de p.

## Propietats
Per a tota la superfície hiperbòlica d'àrea finita existeix una funció zeta de Selberg associada; aquesta funció és una funció meromórfica es defineix en el pla complex. La funció zeta de Selberg està definida per la superfície tancada geodèsica.
Els pols i zeros de la funció zeta Selberg, Z(s), poden ser descrits per les dades espectrals de la superfície.
Els zeros són en els següents punts:
- Per a tota forma de cúspide amb valors propis {\displaystyle s_{0}(1-s_{0})} hi ha un zero en el punt {\displaystyle s_{0}}. L'ordre de zero és igual a la dimensió de l'espai característic corresponent; una forma de cúspide és una funció pròpia de l'operador de Laplace-Beltrami que té l'expansió de Fourier amb el terme constant zero.

- La funció zeta també té un zero en cada pol del determinant de la matriu de dispersió, {\displaystyle \phi (s)}. L'ordre del zero és igual a l'ordre per la quantitat de dispersió de matriu.

La funció zeta de Selberg també té pols en {\displaystyle 1/2-\mathbb {N} }, i pot tenir zeros o pols en els punts {\displaystyle -\mathbb {N} }.
La funció zeta d'Ihara es considera un p-àdic anàleg a la funció zeta de Selberg.

## Funció zeta de Selberg per al grup modular
Per al cas en què la superfície sigui {\displaystyle \Gamma \backslash \mathbb {H} ^{2}}, on {\displaystyle \Gamma } és el grup modular, la funció zeta de Selberg és d'especial interès. Aquest cas especial de la funció zeta de Selberg està íntimament connectada amb la funció zeta de Riemann.
En aquest cas el determinant de la matriu de dispersió està donada per:
{\displaystyle \varphi (s)=\pi ^{1/2}{\frac {\Gamma (s-1/2)\zeta (2s-1)}{\Gamma (s)\zeta (2s)}}.}
En particular, veiem que si la funció zeta de Riemann té un zero en {\displaystyle s_{0}}, llavors el determinant de la matriu de dispersió té un pol en {\displaystyle s_{0}/2} i, per tant, la funció zeta de Selberg té un zero en {\displaystyle s_{0}/2}.